# Фоломеев, Дмитрий Сергеевич
Дмитрий Сергеевич Фоломеев (1913—1954) — советский военный. Участник Великой Отечественной войны. Герой Советского Союза (1943). Майор.

## Биография
Дмитрий Сергеевич Фоломеев родился 5 (18) сентября 1913 года в деревне Ивановка Сапожковского уезда Рязанской губернии в крестьянской семье. Русский. Получил неполное среднее образование. С 1931 года жил в Москве, работал на строительстве Военной академии имени М. В. Фрунзе. В 1932 году по комсомольской путёвке уехал в Хабаровск. Работал на Хабаровском заводе сельскохозяйственного машиностроения сначала строителем, затем механиком. В 1934—1936 годах проходил срочную службу в Рабоче-крестьянской Красной Армии.
Вновь в Красную Армию Дмитрий Сергеевич был призван в июле 1941 года и направлен в 34-й запасный учебный танковый полк. В действующей армии младший лейтенант Д. С. Фоломеев с августа 1941 года в должности командира танкового взвода 4-й танковой бригады (с 11 ноября 1941 года — 1-я гвардейская танковая бригада). Воевал на танке Т-70. В октябре 1941 года он участвовал в оборонительных боях против немецкой 4-й танковой дивизии под Мценском и Орлом. В ноябре — декабре 1941 года Д. С. Фоломеев принимает участие в битве за Москву на Ленинградском шоссе и в районе деревни Крюково в составе 16-й армии Западного фронта.
В середине декабря 1941 года Дмитрий Сергеевич был ранен. После госпиталя в апреле 1942 года его направили на Ленинградские Краснознаменные бронетанковые курсы усовершенствования командного состава РККА, находившиеся в эвакуации в городе Магнитогорске Челябинской области. После их окончания в июле 1942 года лейтенант Д. С. Фоломеев был направлен в город Нижний Тагил, где на базе 19-го учебного танкового полка прошёл стажировку на танке Т-34. В конце лета 1942 года Дмитрий Сергеевич получил назначение в сформированную в Уральском военном округе 106-ю танковую бригаду. Вновь на передовой Д. С. Фоломеев с 22 августа 1942 года в должности командира взвода танков Т-34 306-го танкового батальона 106-й танковой бригады в составе 12-го танкового корпуса 3-й танковой армии Западного фронта. Лейтенант Фоломеев принимал участие в Козельской операции. 26 августа 1942 года в бою за безымянную высоту у деревни Грынь (Ульяновский район Калужской области) танк Фоломеева был подбит. Под огнём противника экипаж танка в течение 40 минут производил ремонт машины. Дмитрий Сергеевич был ранен, но продолжил командование взводом. За отличие в ходе Козельской операции лейтенант Д. С. Фоломеев получил свою первую боевую награду — медаль «За отвагу».
После завершения Козельской операции 3-я танковая армия была выведена в резерв Ставки Верховного Главнокомандования и находилась там до января 1943 года. Перед началом Острогожско-Россошанской операции армия была передана Воронежскому фронту и сосредоточилась в районе посёлка Кантемировка. Операция началась 13 января 1943 года. 14 января 1943 года подразделения 106-й танковой бригады атаковали позиции немцев в районе совхоза «Красный Молот». При прорыве вражеской обороны танк лейтенанта Фоломеева уничтожил 3 ДЗОТа и 3 противотанковых орудия. Вечером того же дня Т-34 лейтенанта Фоломеева ворвался в село Михайловка (Кантемировский район Воронежской области) и, протаранив вражеский танк, захватил мост через реку Белая, после чего в течение шести часов держал оборону, уничтожив в ходе боя 3 противотанковых орудия, 10 пулеметов, 4 автомашины и до 40 солдат и офицеров противника. В Михайловке танкисты разгромили штабной автобус 156-й итальянской альпийской дивизии, захватив в плен 22 итальянских солдата и офицера, знамёна подразделения и важные документы, часть из которых впоследствии была использована на Нюрнбергском процессе. 17 января 1943 года в бою за село Татарино (Каменский район Воронежской области) экипаж Фоломеева уничтожил 4 немецких танка, 4 мотоцикла и 2 полевые кухни. Танк Дмитрия Сергеевича был подбит, но экипаж в течение 20 часов продолжал вести бой из повреждённого танка до подхода основных сил, уничтожив 4 противотанковых орудия, 15 автомашин, 8 пулеметов и до 100 солдат и офицеров вермахта.
21 апреля 1943 года указом Президиума Верховного Совета СССР от за образцовое выполнение боевых заданий командования на фронте борьбы с немецко-фашистским захватчиками и проявленные при этом отвагу и геройство лейтенанту Фоломееву Дмитрию Сергеевичу присвоено звание Героя Советского Союза. В ходе боя за село Татарино Дмитрий Сергеевич сильно обморозил ноги. О награждении он узнал в госпитале. 4 мая 1943 года ему также было присвоено и очередное воинское звание — старший лейтенант.
После выздоровления в октябре 1943 года Дмитрия Сергеевича во второй раз направили в Магнитогорск в Высшую офицерскую школу танкистов. После её окончания в апреле 1944 года в звании капитана Д. С. Фоломеев вернулся в свою часть, которая ещё 26 июля 1943 года была преобразована в 53-ю гвардейскую танковую бригаду 6-го гвардейского танкового корпуса 3-й гвардейской танковой армии, и сражалась на 1-м Украинском фронте, и был назначен на должность заместителя командира 306-го (с 16 мая 1944 года 3-го) танкового батальона. Дмитрий Сергеевич участвовал в Львовско-Сандомирской и Висло-Одерской операции. В ходе Сандомирско-Силезской операции 1-го Украинского фронта капитан Д. С. Фоломеев, командуя передовым отрядом бригады, прошёл с боями более 150 километров, под сильным огнём противника форсировал реку Пилица и, захватив плацдарм на западном берегу реки, удержал его до подхода основных сил, уничтожив 1 танк и 10 орудий. Дмитрий Сергеевич был ранен, но не покинул поля боя. После лечения Дмитрий Сергеевич участвовал в Берлинской и Пражской операциях. Боевой путь он закончил на территории Чехословакии.
После войны капитан Д. С. Фоломеев продолжил службу в армии в Управлении военно-строительных работ. С 1946 года службу нёс в посёлке Домодедово, участвовал в строительстве 342-го механического завода Министерства обороны СССР. С декабря 1946 года — в должности начальника транспортного отдела Управления военно-строительных работ. В 1950 году после окончания высшей офицерской автомобильной школы Дмитрий Сергеевич получил звание майора. Некоторое время служил в городе Бутурлиновка Воронежской области, затем вернулся в Домодедово. Из-за резкого ухудшения здоровья в мае 1954 года майор Д. С. Фоломеев вынужден был выйти в отставку, а 4 июля 1954 года Дмитрий Сергеевич скончался. Похоронен в городе-герое Москве на Введенском кладбище (23 уч.).

## Награды
- Медаль «Золотая Звезда» (21.04.1943);
- орден Ленина (21.04.1943);
- орден Красного Знамени (07.03.1945);
- медали, в том числе:
  - медаль «За отвагу» (07.09.1942).

## Память
- Мемориальная доска в честь Героя Советского Союза Д. С. Фоломеева установлена на здании заводоуправления ОАО завод «Дальдизель» в городе Хабаровске Хабаровского края.
- Именем Героя Советского Союза Д. С. Фоломеева названы улицы в городе Хабаровск Хабаровского края и городе Россошь Воронежской области.

## Документы
- Общедоступный электронный банк документов «Подвиг Народа в Великой Отечественной войне 1941—1945 гг.» Дата обращения: 17 мая 2012. Архивировано из оригинала 13 марта 2012 года.

Комплект наградных документов на орден Красного Знамени. Дата обращения: 17 мая 2012. Архивировано 21 сентября 2012 года.
Комплект наградных документов на медаль «За отвагу». Дата обращения: 17 мая 2012. Архивировано 21 сентября 2012 года.